# ラオン
ラオン（Laon、「古代の者」という意味）、またはカンラオン、あるいは魔神ララホンとしても知られている存在は、フィリピン・ビサヤ諸島のネグロス島のカンラオン火山に宿る強力なスピリット（精霊）。
彼（または彼女）はデーモン・ゴッド（魔神）とみなされ、時には火と収穫の神、時には圧政的な悪魔として語られている。
ラオンは豊かな収穫をもたらすこともあれば、イナゴの大群や火山噴火といった災厄を引き起こすこともあると言われている。
伝説によれば、ラオンは男性としても、女性としても現れることがあると言われる  
ラオン（Laon）はフィリピン神話において、神であり悪魔でもある存在です。ある地域では収穫と火山の神として崇拝されましたが、他の地域では破壊と災厄をもたらす悪霊として恐れられていました